# Zwack

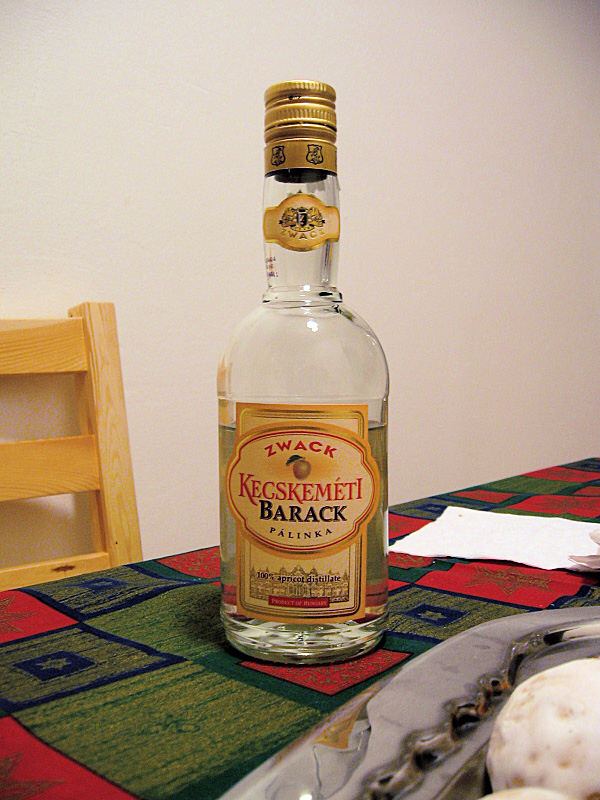
Пример продукции Zwack

Zwack — венгерская компания, выпускающая ликёры и спиртные напитки. Производит биттер Уникум крепостью 40 % на основе более чем 40 трав. Уникум известен как один из национальных напитков Венгрии.
История компании восходит к 1790 году, когда придворный врач Йозеф Цвак создал бальзам Уникум. С 1993 года компания имеет листинг на Будапештской бирже.

## История
В 1840 году Йозеф Макс Цвак основал в Пеште ликёроводочный завод под маркой J. Zwack & Co. Эта компания стала первым производителем ликёра в Венгрии. Дела у компании пошли в гору, в основном за счёт экспорта продукции. В связи с увеличением производства завод переехал на новое место в 9-м районе Будапешта (Ференцварош), где располагается и сегодня. К началу 1900-х годов это был один из крупнейших винокуренных заводов в Центральной Европе, производя и экспортируя более 200 видов ликёров и спиртных напитков.
Во время Второй мировой войны завод Zwack был разрушен. После восстановления в 1948 году он был национализирован коммунистическими властями. Семья Цвак бежала в Италию. В 1989 году Петер Цвак (1927—2012) при поддержке группы Underberg смог выкупить завод. В 2008 году Петер Цвак передал руководство компании своим детям, Шандору и Изабелле. Сегодня семья Цвак и Underberg владеют 50 % плюс одной акцией предприятия.
Помимо известного бальзама Уникум, компания Zwack выпускает и многие другие крепкие алкогольные напитки. Среди других продуктов:
- Vilmos
- St. Hubertus
- Fütyülős
- Zwack Pálinkák
- Kalinka Vodka
- Puszta Barack

Также производятся токайские вина.